# نصرت الله نویدی
نصرت‌الله نویدی نویسنده و نمایشنامه‌نویس ایرانی متولد شهریور ماه سال ۱۳۰۹ در شهر سنندج است. وی در سال ۱۳۴۸ عنوان برترین نمایشنامه نویس را برای نمایشنامه سگی در خرمن جا با کارگردانی عباس جوانمرد را در جشن هنر شیراز به دست آورد . 
وی در شهریور ماه سال ۱۳۶۷ برای درمان سرطان پیشرفته نای و ریه به آلمان مراجعه کرد که متاسفانه درمان نتیجه بخش نبود و در آنجا چشم از جهان فرو بست و برای خاکسپاری به ایران بازگردانده شد و در قطعه ۱۱۰ بهشت زهرا تهران به خاک سپرده شد.
لیست برخی از نمایشنامه های وی,؛  تراکتور ، سماور ندیده ها، مردی با دو طبق، شب، سگی در خرمن جا، مرد و مهمان، نوکر و ارباب، تامارزوها، رعیت زاده، بازار
گرسنگان معجزه از دیگر آثار اوست.
مجموعه داستان دو مادر از وی از انتشارات روز به چاپ رسیده همچنین نمایشنامه سگی در خرمن جا و چند نمایشنامه دیگر از وی به کوشش ناصح کامگاری کارگردان و نویسنده از انتشارات یکشنبه به چاپ رسیده است .